# Bulbophyllum distichobulbum
Bulbophyllum distichobulbum är en orkidéart som beskrevs av Phillip James Cribb. Bulbophyllum distichobulbum ingår i släktet Bulbophyllum och familjen orkidéer. Inga underarter finns listade i Catalogue of Life.